# Takayuki Kobayashi
Takayuki Kobayashi (小林 鷹之, Kobayashi Takayuki, né le 29 novembre 1974) est un homme politique japonais.
De 2021 à 2022, il est ministre de la Sécurité économique dans le gouvernement Kishida.

## Enfance, éducation et carrière
Kobayashi nait à Ichikawa (Préfecture de Chiba) et fait ses études à l'Académie Kaisei. Il fréquente l'Université de Tokyo et obtient un baccalauréat de la Faculté de droit en 1999. Alors qu'il est à l'Université de Tokyo, il est capitaine de l’équipe d'aviron.
Il obtient un diplôme de MPP de la John F. Kennedy School of Government en 2001.
Il rejoint le ministère des Finances en 1999 et travaille au Bureau financier (ja:理財局), dont la tâche principale est de gérer les obligations d'État, les investissements et les prêts fiscaux, ainsi que les biens de l'État. Keizō Hamada, le gouverneur de la préfecture de Kagawa, est alors son patron.
De 2007 à 2010, il travaille comme diplomate à l'Ambassade du Japon aux États-Unis.

## Carrière politique

### Élection
En juin 2010, il devient le chef de la deuxième circonscription électorale de la préfecture de Chiba du Parti libéral-démocrate et en décembre 2012, il est élu pour la première fois à la Chambre des représentants lors de la 46e élection générale de la Chambre des représentants.

### Cabinet Abe
Le 5 août 2016, il est nommé vice-ministre parlementaire de la Défense dans le cabinet Abe, mais il démissionne le 3 août 2017.
Il est reélu à la Chambre des représentants lors des 48e élections générales de 2017.

### Cabinet Kishida
Lors de l'élections à la direction du LDP en 2021, il soutient Sanae Takaichi. Au deuxième tour, il soutient Fumio Kishida.
Dans le gouvernement Kishida, il est nommé ministre de la Sécurité économique le 4 octobre 2021.